# 噴火速報
噴火速報（ふんかそくほう）とは、噴火が発生したことを、火山に登っている最中の登山者や周辺住民などに対して迅速に伝える、気象庁の情報。2015年8月4日 14:00（JST）から開始された。
噴火速報の第1号は、阿蘇山において2015年9月14日 09:50（JST）に福岡管区気象台により発表された。

## 概要
発表対象は、気象庁の常時観測対象の火山に選定されている国内47の火山である。対象となる噴火は、直近で初めて噴火した場合、噴火を続けている状況で更に大きな噴火に発展した場合など、状況が悪化する噴火である。気象庁によれば、噴火を視認できなくても地震や振動を検知して噴火と断定できた場合は発表するという。逆に、桜島など噴火を継続している火山で普段と同規模の噴火が起きた場合や、規模が小さく噴火と断定できなかった場合には、発表されない。
噴火速報が発表された場合、その状況に応じ、火口に近い場所にいる登山者や滞在者は直ちに下山したり避難小屋やシェルターに退避したりすること、登山しようとしている者は中止して山から離れることなど、身を守る行動をとるよう、気象庁は周知している。
噴火速報が導入された背景には、2014年9月27日の御嶽山噴火において、噴火災害として第二次世界大戦後最多の50人を超える死者が出たことが挙げられる。この噴火では、秋の登山シーズン最中の休日の昼間、多数の登山者が集まる山頂付近で噴火が起きて多くの犠牲者を出した。この教訓を受けて、被害軽減のため、火山噴火予知連絡会が「火山情報の提供に関する検討会」を設置して火山情報を見直した。気象庁は、噴火警戒レベル1の表現を「平常」から「活火山であることに留意」とする措置、火山の状況に関する解説情報の周知を図る措置とともに、噴火速報を導入するに至った。
なお他方では、御嶽山噴火後は民間でも、登山時にヘルメットの着用・持参を推奨したり、山小屋などで貸し出したり、防塵マスクやゴーグルの持参を推奨したりする動きが広まっている。

## 伝達方法
発表された噴火速報は、テレビ放送やラジオ放送で伝達されるほか、一部の携帯電話などのモバイル端末で通知が行われ、気象庁のホームページでも表示される。モバイル端末で通知を行う事業者として気象庁の一覧に掲載されているのは、2015年8月時点でYahoo! JAPAN（Yahoo!防災速報、Yahoo! ニュースアプリ、Yahoo! JAPAN アプリ、Yahoo! JAPAN トップページ）および日本気象（お天気ナビゲータ、噴火速報アラート）の2者。